# Austernbank Verlag
Der Austernbank Verlag (Eigenschreibweise: austernbank verlag) ist ein unabhängiger Verlag für Belletristik, der 2011 von Bettina Deininger in München gegründet wurde. Das Design des Verlags und seiner Bücher stammt von der Grafik-Designerin Anja Wesner.

## Programm
Der Austernbank Verlag veröffentlicht französischsprachige Gegenwartsliteratur renommierter Autoren in deutscher Erstübersetzung. Mit dem Verlagsnamen spielt die Verlegerin auf gewisse Gemeinsamkeiten von Austern und Büchern an, etwa einer „harten Schale, in der sich Köstliches bewegt, das lange reifen muss, das nur langsam seine Wirkung entfaltet – und das polarisiert.“

## Auszeichnungen
- 2015 wurde der Roman „Zimmer frei in Nagasaki“ von Éric Faye vom Kuratorium auf die Longlist der „Hotlist – Die Bücher des Jahres aus unabhängigen Verlagen“ gewählt.[5]
- 2018 wurde der Roman „Ein Mund ohne Mensch“ von Gilles Marchand vom Kuratorium auf die Longlist der „Hotlist – Die Bücher des Jahres aus unabhängigen Verlagen“ gewählt.[6]
- 2020 erhielt der Roman „Drei Weise aus dem Bantuland“ von Max Lobe die Auszeichnung „Bayerns Beste Independent-Bücher“ vom Bayerischen Staatsministerium für Wissenschaft und Kunst.[7]
- 2021 wurde der Roman „Drei Weise aus dem Bantuland“ von Max Lobe vom Kuratorium auf die Longlist der „Hotlist – Die Bücher des Jahres aus unabhängigen Verlagen“ gewählt.[8]

## Münchner "Buchmacher "
Der Austernbank Verlag gehört seit 2017 zur Gruppe der  sogenannten Münchner Buchmacher. Die sieben unabhängigen Verlage (edition tingeltangel, Hirschkäfer Verlag, Morisken Verlag, Schillo Verlag, Franz Schiermeier Verlag, Susanna Rieder Verlag) kooperieren bei gemeinsamen Aktionen. Ihre Bibliodiversität stellen sie regelmäßig unter Beweis bei Veranstaltungen wie dem Indiebookday, der Münchner Bücherschau und dem „Markt der unabhängigen Verlage – Andere Bücher braucht das Land“ im Literaturhaus München als Teil des Literaturfestes München.
Die Münchner Buchmacher betrieben 2018/2019 und 2020/21 für jeweils sieben Monate einen Pop-up-Store im Münchner Rathaus. Das Ladenlokal nutzten sie als Buchhandlung, Veranstaltungsort für Lesungen, Konzerte und Workshops sowie als Galerie. Die Initiativen wurden vom „Kompetenzteam für Kultur- und Kreativwirtschaft der Landeshauptstadt München“ gefördert und für den Sales Award 2019 auf der Leipziger Buchmesse nominiert.

## Trivia
Frankreich war 2017 Ehrengast der Frankfurter Buchmesse. Den offiziellen Trailer zu Frankreichs Präsentation „Frankfurt auf Französisch/Francfort en français“ eröffnete der Roman „Strand am Nordpol“ von Arnaud Dudek.
Anlässlich der Verleihung des Friedenspreis des Deutschen Buchhandels 2018 wurde der Roman „Die Serenaden des Ibrahim Santos“ von Yamen Manai für die Lesung zum Thema „Zwischen Zeilen – eine Stunde Schönheit. Literatur von Menschen aus Kriegs- und in Krisengebieten“ ausgewählt und von Hans Ulrich Gumbrecht in der Katharinenkirche (Frankfurt am Main) vorgetragen.

## Verlagsprogramm
- Cécile Reyboz: Ode an die Krake. Roman. 2011. Übersetzt von Tatjana Kröll. ISBN 9783981461718. („Chanson pour bestioles“, Actes Sud, 2008)
- Franz Bartelt: Ich kann nicht sprechen. Roman. 2011. Übersetzt von Hainer Kober. ISBN 9783981461701 („Je ne sais pas parler“, éditions finitude, 2010)
- Éric Faye: Zimmer frei in Nagasaki. Roman. 2014. Übersetzt von Bettina Deininger. ISBN 9783981461725 („Nagasaki“, Stock, 2010)
- Yamen Manai: Die Serenaden des Ibrahim Santos. Roman. 2015. Übersetzt von Bettina Deininger. ISBN 9783981461732 („La sérénade d’Ibrahim Santos“, Éditions Elyzad, 2011)
- Arnaud Dudek: Strand am Nordpol. Roman. 2016. Übersetzt von Bettina Deininger. ISBN 9783981461787 („Une plage au pôle Nord“, Alma Editeur, 2015)
- Gilles Marchand: Ein Mund ohne Mensch. Roman. 2017. Übersetzt von Bettina Deininger. ISBN 9783946687009 („Une bouche sans personne“, Aux Forges de Vulcain, 2016)
- Max Lobe: Drei Weise aus dem Bantuland. Roman. 2020. Übersetzt von Katharina Triebner-Cabald. ISBN 9783946687023 („La Trinité bantoue“, Editions ZOE, 2014)
- Stéphanie Coste: Der Schleuser. Roman. 2023. Übersetzt von Katharina Triebner-Cabald. ISBN 9783946687047 („Le Passeur“, Gallimard, 2020)
- Yasmina Liassine: Utopia Algeria. Roman. 2025. Übersetzt von Katharina Triebner-Cabald. ISBN 9783946687061 ("L'Oiseau des Français, Sabine Wespieser Éditeur, 2024)